# Tennis da spiaggia
Il tennis da spiaggia è uno sport ideato e sviluppatosi in Italia, derivato dal gioco dei racchettoni, a sua volta derivato da tambeach.

## Storia
Il tennis da spiaggia, in inglese beach tennis, fu inizialmente praticato nei primi anni '70 del secolo scorso in alcune località della costa romagnola quando diversi bagnanti ebbero l'idea di usare i campi da beach volley per giocare a racchettoni; inizialmente si giocava con la rete da pallavolo e in singolo. Con il tempo poi si abbassò la rete a 1,70 m. per rendere il gioco meno difficile e più spettacolare.

Nei primi anni 1980 si disputò in Italia, a Marina di Ravenna, il primo torneo di tennis da spiaggia. Fu a lungo considerato solamente un gioco per turisti e in quanto tale privo di regole particolari, finché nel 1996 Giandomenico Bellettini fissò le regole odierne. Nell'estate del 1999, ai Giochi del Mare, svoltisi su una spiaggia di Catania, si disputò un torneo che richiamò sulle tribune oltre 2.500 spettatori. 

## Varietà di gioco

### Con racchetta solida
Sulle spiagge italiane sin dai primi anni del Novecento si giocava con il tamburello. Dopo la seconda guerra mondiale, è iniziata la pratica di un gioco con racchetta con il piatto in legno o plastica al posto delle corde, simile a quella da paddle tennis; attualmente i materiali più usati nella costruzione delle racchette sono la vetroresina, il carbonio, la grafite e il kevlar. Oltre ai primi giocatori italiani, anche israeliani e brasiliani furono tra i pionieri di questo sport: in Israele è chiamato matkot, considerato sport nazionale, mentre in Brasile ne esiste una variante denominata frescobol.
I primi tornei di tennis da spiaggia con le regole attuali, ma con punteggio pallavolistico, sono stati giocati sulle spiagge ravennati a forte tradizione pallavolistica nel 1978.
Senza dubbio il tennis da spiaggia è lo sport estivo largamente predominante nella Riviera romagnola, dove si calcola che esista circa il 50% dei campi da gioco della penisola. È comunque molto diffuso anche in Marche, Lazio, Toscana, Puglia, Abruzzo. Il tennis da spiaggia è considerato dal CONI sport agonistico dal 2011.
Nel 2010 sono stati organizzati i Mondiali presso il Foro Italico di Roma in concomitanza con gli Internazionali d'Italia. Inoltre si è dato inizio all'iter che ha come obiettivo il riconoscimento del tennis da spiaggia come sport olimpico a partire, almeno in forma dimostrativa, da Londra 2012.
Facile da giocare per tutti, il tennis da spiaggia diventa estremamente difficile e spettacolare a mano a mano che cresce il livello dei giocatori. Per emergere nel beach tennis occorre un buon rapporto con l'attrezzo, riflessi e velocità sulla sabbia. L'equilibrio fra queste doti porta a far emergere giocatori con caratteristiche fisiche che privilegiano la reattività a discapito della pura potenza.

### Con racchetta incordata
Il tennis da spiaggia praticato in USA e altri Paesi, con un regolare circuito nord americano di tornei professionali organizzato nei primi anni di questo secolo, ha le seguenti caratteristiche essenziali: le racchette sono le stesse del tennis e il campo è diviso da una riga longitudinale che delimita la zona di servizio.

## Regole di gioco
Il gioco si pratica su un campo di sabbia lungo 16 m e largo 8 m per il doppio, lungo 16 m e largo 4,5 m per il singolo. L'altezza dal suolo della rete divisoria è 1,80 m per il maschile e 1,70 m per il femminile e il misto.
La racchetta è lunga massimo 50 cm e il suo piatto è largo massimo 26 cm con uno spessore massimo di 3,8 cm, la sua superficie deve essere solida e sono consentiti "fori" per alleggerire l'attrezzo e ridurne l'attrito con l'aria. La palla è molto simile a quella da tennis ma leggermente depressurizzata.
I giocatori devono battere e ribattere la palla sempre al volo. La successione del punteggio di un gioco è: 15-30-40-vittoria senza i vantaggi. Non esiste la seconda palla di servizio, per cui l'errore in battuta concede un 15, così come il fallo di piede. Relativamente all'importanza o alla specialità un incontro consiste in set di 6 giochi con tie-break oppure al meglio di 3 set, oppure si può disputare un unico set al meglio di 9 giochi, se si decide di fare set ai 6 giochi si procede al ”tie break”.
È pratica comune l'auto-arbitraggio ossia ogni squadra arbitra il suo campo anche in tornei di alto livello a esclusione alcune volte delle finali o partite di una particolare importanza.
I giocatori non possono toccare la rete né con il corpo e neanche con la racchetta, inoltre non si può passare sotto la rete con il piede e la racchetta non può superare la rete. Questa viene chiamata invasione con il conseguente punto per la squadra avversaria; recentemente si è aggiunta la "regola dei tre metri" ossia quando si riceve bisogna stare oltre i tre metri dalla rete.